# 26 juillet en sport
26 juin 26 août
Chronologies thématiques
- Croisades
- Ferroviaires
- Disney

Le 26 juillet (207e jour de l'année ou 208e en cas d'année bissextile) en sport.

## Événements

### XVIIIesiècle
- 1745 :
  - (Cricket) : première trace d’un match de Cricket féminin en Angleterre : Hambledon s’impose face à Bramley.

### XIXesiècle
- 1854 :
  - (Boxe) : William Poole et John Morrissey conviennent de se battre entre eux au quai d'Amos, à New York, afin de régler leur différend. La présence des partisans de Poole inquiète Morrissey, il est sévèrement dominé et concède la défaite[1].
- 1859 :
  - (Aviron) : régate universitaire entre Harvard et Yale. Harvard s'impose[2].
- 1866 :
  - (Aviron) : régate universitaire entre Harvard et Yale. Harvard s'impose[2].
- 1887 :
  - (Football /League 2) : le Blackpool Football Club fondé en 1887 adopte le statut professionnel et rejoint la League 2.
- 1894 :
  - (Boxe) : Tommy Ryan devient champion du monde des poids welters en battant aux points en 20 rounds Mysterious Billy Smith

### XXesièclede1901à1950
- 1925 :
  - (Sport automobile) : Grand Prix automobile de France.
- 1931 :
  - (Cyclisme) : le Français Antonin Magne remporte le Tour de France. Il devance le Belge Jef Demuysere et l'Italien Antonio Pesenti.
- 1936 :
  - (Sport automobile) : Grand Prix automobile d'Allemagne.

### XXesièclede1951à2000
- 1953 :
  - (Cyclisme) : le Français Louison Bobet remporte le Tour de France devant son compatriote Jean Malléjac et l’Italien Giancarlo Astrua.
- 1987 :
  - (Formule 1) : Grand Prix automobile d'Allemagne.
- 1992 :
  - (Cyclisme) : l'Espagnol Miguel Indurain remporte son deuxième Tour de France, et signe le premier de ses deux doublés Tour d'Italie-Tour de France.
  - (Formule 1) : Grand Prix automobile d'Allemagne.
- 1998 :
  - (Formule 1) : Grand Prix automobile d'Autriche.
  - (Tennis) : le Brésilien Gustavo Kuerten remporte le Tournoi de Stuttgart  (Allemagne), sur terre battue, en battant en finale le Tchèque Karol Kučera sur le score de 4-6, 6-2, 6-4.

### XXIesiècle
- 2009 :
  - (Cyclisme) : l'Espagnol Alberto Contador remporte son deuxième Tour de France, son quatrième grand tour. Il devance le Luxembourgeois Andy Schleck et l'Américain Lance Armstrong.
  - (Formule 1) : Grand Prix de Hongrie.
- 2012 : 
  - (JO) : 2e jour de compétition aux Jeux olympiques de Londres.
- 2015 :
  - (Compétition automobile /Formule 1) : au Grand Prix de Hongrie, Sebastian Vettel remporte son deuxième Grand Prix de la saison.
  - (Cyclisme sur route /Tour de France) :  sans surprise, victoire du britannique Christopher Froome qui remporte pour la deuxième fois la Grande Boucle après 2013. Victoire d'André Greipel au sprint sur les Champs-Elysées dans la 21e étape.
  - (Natation /Championnats du monde) : dans l'épreuve synchronisée du plongeon à 10 m hommes, victoire des Chinois Chen Aisen et Lin Yue. En natation synchronisée, le duo technique féminin est remporté par les Russes Natalia Ishchenko et Svetlana Romashina tandis que duo technique mixte est remporté par les Américains Bill May et Christina Jones.
- 2019 :
  - (Cyclisme sur route /Tour de France) : sur la 19e étape du Tour de France qui se déroule entre Saint-Jean-de-Maurienne et Tignes sur une distance totale de 126,5 km, à la suite d'un violent orage de grêle autour de Val-d'Isère, la route devient impraticable et l'étape est arrêtée par les commissaires alors que les coureurs de tête se trouvent dans la descente du col de l'Iseran, une première sur une étape en ligne dans l'histoire du Tour de France. Les temps pour le classement général sont pris au sommet de l'Iseran[3]. Le Colombien Egan Bernal est déclaré vainqueur de l'étape et s'empare du maillot jaune.
- 2021 :
  - (Jeux olympiques d'été /JO de Tokyo) : 6e jour de compétition des Jeux olympiques.
- 2023 :
  - (Cyclisme sur route /Tour de France Femmes) : sur la 4e étape du Tour de France qui se déroule entre Cahors et Rodez, sur une distance de 177,1 kilomètres[4], victoire en solitaire de la Néerlandaise Yara Kastelijn. La Belge Lotte Kopecky conserve le maillot jaune.
- 2024 :
  - (Jeux olympiques d'été /JO de Paris) : Cérémonie d'ouverture des Jeux olympiques d'été de 2024.

## Naissances

### XIXesiècle
- 1863 :
  - Władysław Pytlasiński, lutteur polonais. († 10 novembre 1933).
- 1872 :
  - Henri de Rothschild, pilote de courses automobile puis viticulteur, dramaturge, entrepreneur et médecin français. († 12 octobre 1947).
- 1876 :
  - Georges André, bobeur et curleur français. Médaillé de bronze en curling aux Jeux de Chamonix 1924. († 19 mars 1945).
- 1878 :
  - Ernst Hoppenberg, nageur allemand. Champion olympique du 200 mètres dos et du 200 mètres par équipes aux Jeux de Paris en 1900. († 29 septembre 1937).
- 1879 :
  - Otto Hieronimus, pilote de courses automobile puis entrepreneur germano-autrichien. († 8 mai 1922).
- 1881 :
  - Jean Chassagne, pilote de courses automobile français. († 13 avril 1947).
  - James Cecil Parke, joueur de tennis irlandais et britannique. Médaillé d'argent du double outdoor aux Jeux de Londres 1908. Vainqueur de l'Open d'Australie 1912 et de la Coupe Davis 1912. († 27 février 1946).
- 1882 :
  - Verner Weckman, lutteur finlandais. Champion olympique des poids lourds aux Jeux de Londres 1908. († 22 février 1968).
- 1884 :
  - Gáspár Borbás, footballeur hongrois. (41 sélections en équipe nationale). († 14 octobre 1976).
- 1890 :
  - Georges Casanova, épéiste français. Médaillé de bronze par équipe aux Jeux d'Anvers 1920. († 20 février 1932).
- 1896 :
  - Tim Birkin, pilote de courses automobile britannique. Vainqueur des 24 Heures du Mans 1929 et 1931. († 22 juin 1933).
- 1899 :
  - Édouard Bader, joueur de rugby à XV français. Médaillé d'argent aux Jeux d'Anvers 1920. (3 sélections en équipe de France). († 21 avril 1983).

### XXesièclede1901à1950
- 1901 :
  - Umberto Caligaris, footballeur puis entraîneur italien. Médaillé de bronze aux Jeux d'Amsterdam 1928. Champion du monde de football 1934. (59 sélections en équipe nationale). († 19 octobre 1940).
- 1909 :
  - Erna Bürger, gymnaste allemande. Championne olympique du concours général par équipes lors des Jeux de Berlin en 1936. († 26 juin 1958).
- 1921 :
  - Amedeo Amadei, footballeur puis entraîneur italien. (13 sélections en équipe nationale). († 24 novembre 2013).
- 1922 :
  - Hoyt Wilhelm, joueur de baseball américain. († 23 août 2002).
- 1926 :
  - François Varenne, joueur de rugby à XV Français. (1 sélection en équipe de France). († 18 mai 2018).
- 1928 :
  - Don Beauman, pilote de F1 britannique. († 9 juillet 1955).
- 1931 :
  - Telê Santana, footballeur puis entraîneur brésilien. († 21 avril 2006).
- 1933 :
  - Yoshio Yoshida, joueur de baseball japonais. († 3 février 2025).
- 1934 :
  - Mauri, footballeur espagnol. (5 sélections en équipe nationale). († 17 février 2022).
- 1937 :
  - Mimi Al Sherbini, joueur de football égyptien. († 20 janvier 2025).
- 1940 :
  - Bobby Rousseau, hockeyeur sur glace canadien. Médaillé d’argent aux Jeux de Squaw Valley 1960.
- 1942 :
  - Teddy Pilette, pilote de course automobile belge.
- 1945 :
  - Vicky Berner, joueuse de tennis canadienne. († 21 juin 2017).
- 1946 :
  - Emilio de Villota, pilote de course automobile espagnol.

### XXesièclede1951à2000
- 1951 :
  - Rick Martin, hockeyeur sur glace canadien. († 13 mars 2011).
- 1952 :
  - Heiner Brand, handballeur puis entraîneur allemand. Champion du monde de handball 1978. Vainqueur de la Ligue des champions 1974 et 1983, de la Coupe d'Europe des vainqueurs de coupe 1978 et 1979. (131 sélections en équipe nationale). Sélectionneur de l'Équipe d'Allemagne de 1997 à 2011. Médaillé d'argent aux Jeux d'Athènes 2004. Champion du monde de handball 2007. Champion d'Europe de handball 2004.
- 1953 :
  - Gordon Igesund, footballeur puis entraîneur sud-africain. Sélectionneur de l'équipe d'Afrique du Sud de 2012 à 2014.
  - Felix Magath, footballeur puis entraîneur allemand. Champion d'Europe de football 1980. Vainqueur de la Coupe des clubs champions 1983 et de la Coupe des vainqueurs de coupe 1977. (43 sélections en équipe nationale).
- 1954 :
  - Vitas Gerulaitis, joueur de tennis américain. Vainqueur de l'Open d'Australie 1977 et de la Coupe Davis 1979. († 18 septembre 1994).
- 1958 :
  - Thierry Gilardi, journaliste et commentateur sportif français. († 25 mars 2008).
- 1962 :
  - Galina Chistyakova, athlète soviétique spécialiste du saut en longueur. Vice-championne d'Europe en  1986 puis médaillée de bronze lors des Jeux olympiques d'été de 1988. Championne du monde en salle du saut en longueur en 1989 et championne d'Europe en salle en 1985, 1989 et 1990.
  - Uwe Raab, cycliste sur route allemand.
- 1966 :
  - Youssouf Fofana, footballeur ivoirien. Champion d'Afrique de football 1992. (11 sélections en équipe nationale).
- 1970 :
  - Francine Landre, athlète française. Championne d'Europe du relais 4 × 400 mètres en 1994.
- 1975 :
  - Fabrice Fiorèse, footballeur français.
  - Joe Smith, basketteur américain.
- 1978 : 
  - Matthieu Bataille, judoka français, triple médaillé mondial.
- 1979 :
  - Yūko Sano, joueuse de volley-ball japonaise. Médaillé de bronze lors des Jeux olympiques d'été de 2012 et lors des Championnats du monde de 2010. (186 sélections en équipe nationale).
  - Štěpán Vachoušek, footballeur tchèque. (23 sélections en équipe nationale).
- 1980 :
  - Fabien Barel, cycliste de VTT français. Champion du monde de VTT de la descente 2004 et 2005. Médaillé de bronze de la descente aux CE de VTT 2000.
- 1982 :
  - Vincent Anstett, sabreur français. Champion olympique par équipes aux Jeux de Pékin 2008. Champion du monde d'escrime du sabre par équipes 2006, médaillé de bronze à ceux de 2005, d'argent à ceux de 2007 et  de bronze en individuel à ceux de 2017. Médaillé d'argent par équipes aux CE d'escrime 2008, de bronze à ceux de 2009 et 2010 puis d'argent en individuel à ceux de 2016.
  - Donell Taylor, basketteur américain.
  - Ronell Taylor, basketteur américain.
- 1983 :
  - Kelly Clark, snowboardeuse américaine. Championne olympique de half-pipe aux Jeux d'hiver de 2002 puis médaillée de bronze de la même discipline en 2010 et 2014. Vainqueur de la Coupe du monde de snowboard freestyle en 2013.
  - Tiziano Dall'Antonia, cycliste sur route italien.
  - Aymen Hammed, handballeur tunisien. Vainqueur des Coupe d'Afrique des vainqueurs de coupe 2005, 2007, 2008 et 2014 puis de la Ligue des champions d'Afrique 2013. (114 sélections en équipe nationale).
  - Naomi van As, joueuse de hockey sur gazon néerlandaise. Championne olympique lors des Jeux d'été de 2008 et de 2012 puis vice-championne olympique en 2016 à Rio de Janeiro. Vainqueur de la Coupe du monde en 2006 et en 2014 ainsi que finaliste en 2010. Championne d'Europe en 2005, 2009 et 2011. (168 sélections en équipe nationale).
- 1984 :
  - Benjamin Kayser, joueur de rugby à XV français. (37 sélections en équipe de France).
  - Jimmy Ploegaerts, basketteur puis entraîneur français.
- 1985 :
  - Gaël Clichy, footballeur français. (20 sélections en équipe de France).
  - Brice Feillu, cycliste sur route français.
  - Tatafu Polota-Nau, joueur de rugby à XV australien. Vainqueur du The Rugby Championship 2015. (87 sélections en équipe nationale).
- 1987 :
  - Kristijan Đurasek, cycliste sur route croate. Vainqueur du Tour de Turquie 2015.
  - Alec Martinez, hockeyeur sur glace canadien.
  - Fredy Montero, footballeur colombien. (4 sélections en équipe nationale).
- 1988 :
  - Slađana Pop-Lazić, handballeuse serbe. (110 sélections en équipe nationale).
- 1989 :
  - Laura Agard, footballeuse française.
  - Julien Vermote, cycliste sur route belge. Champion du monde de cyclisme sur route du contre la montre par équipes 2016.
- 1990 :
  - Laëtitia Grand, joueuse de rugby à XV française. Victorieuse du Grand Chelem 2014. (11 sélections en équipe nationale).
  - Jesús Herrada, cycliste sur route espagnol.
  - Makazole Mapimpi, joueur de rugby à XV sud-africain. Champion du monde de rugby à XV 2019 et 2023. Vainqueur du The Rugby Championship 2019. (41 sélections en équipe nationale).
- 1991 :
  - Selina Büchel, athlète de demi-fond suisse. Championne d'Europe en salle du 800 mètres en 2015 et 2017.
  - Daniel Mullings, basketteur canadien. (5 sélections en équipe nationale).
- 1992 :
  - Walt Lemon Jr., basketteur américain.
  - Lucas Nogueira, basketteur brésilien.
  - Tong Tsz-Wing, joueuse de squash hongkongaise.
- 1993 :
  - Danny van Poppel, cycliste sur route néerlandais.
- 1994 :
  - Lorrenzo Manzin, cycliste sur route français.
  - Guro Reiten, footballeuse norvégienne. (94 sélections en équipe nationale).
- 1995 :
  - Petr Cornelie, basketteur français.
  - Marco Ilaimaharitra, footballeur franco-malgache. (25 sélections en équipe nationale).
  - Marial Shayok, basketteur canadien.
  - Katarzyna Zillmann, rameuse en aviron polonaise. Vice-championne olympique du quatre de couple aux Jeux de Tokyo 2020. Championne du monde du quatre de couple 2018. Championne d'Europe du quatre de couple 2018.
- 1996 :
  - Koya Kitagawa, footballeur japonais. (8 sélections en équipe du Japon).
  - Marine Ménager, joueuse de rugby à XV française. Victorieuse du Grand Chelem 2018. (31 sélections en équipe nationale).
  - Romane Ménager, joueuse de rugby à XV française. Victorieuse du Tournoi des Six Nations féminin 2016 et du Grand Chelem 2018. (50 sélections en équipe nationale).
- 1997 :
  - Mohamed Islam Bouglia, triathlète handisport tunisien. Champion d'Afrique de paratriathlon 2017 et 2019
  - Tyson Ward, basketteur américain.
- 1999 : 
  - Viktor Bergh, footballeur suédois.
- 2000 : 
  - Cheick Condé, footballeur guinéen. (5 sélections en équipe nationale).
  - Aleksandar Jukic, footballeur autrichien.

### XXIesiècle
- 2001 :
  - Walker Kessler, basketteur américain.
  - Carlotta Sippel, joueuse de hockey sur gazon allemande. (5 sélections en équipe nationale).
- 2002 :
  - Daan Huisman, footballeur néerlandais.
  - Shilese Jones, gymnaste artistique américaine. Championne du monde du concours général par équipes en 2022 et 2023 et vice-championne du monde du concours général individuel et des barres asymétriques en 2022.
  - Lucas Kåhed, footballeur suédois.
  - Kays Ruiz-Atil, footballeur franco-maroco-espagnol.
  - Nina Sterckx, haltérophile belge. Vice-championne d'Europe des moins de 59 kg en 2023.
  - Maisie Summers-Newton, nageuse handisport britannique. Championne paralympique du 100 mètres brasse et du 200 mètres quatre nages dans la catégorie SM6 aux Jeux de Tokyo 2020. Championne du monde de natation handisport du 200 m SM6 2019
- 2003 :
  - Niko Rak, footballeur croate.
- 2004 :
  - Dilano van 't Hoff, pilote de courses automobile néerlandais. († 1er juillet 2023).
- 2006 :
  - Vicky López, footballeuse nigériano-espagnole. Victorieuse de la Ligue des nations féminine 2023-2024 et de la Ligue des champions 2023. (3 sélections avec l'équipe d'Espagne).

## Décès

### XXesièclede1901à1950
- 1925 :
  - Antonio Ascari, 36 ans, pilote de courses automobile italien. (° 15 septembre 1888).
- 1939 :
  - Torpedo Billy Murphy, 75 ans, boxeur néo-zélandais. Champion du monde poids plumes de boxe du 13 janvier au 2 septembre 1890. (° 3 novembre 1863).

### XXesièclede1951à2000
- 1956 :
  - Fernand Augereau, 75 ans, cycliste sur route français. Vainqueur de Bordeaux-Paris 1904. (° 23 novembre 1882).
- 1964 :
  - Francis Curzon, 80 ans, pilote de courses automobile d'endurance britannique. Vainqueur des 24 Heures du Mans 1931. (° 1er mai 1884).
- 1969 :
  - Léon Dernier, 57 ans, pilote de courses automobile d'endurance belge. (° 1er avril 1912).
- 1973 :
  - John Stol, 88 ans, cycliste sur piste néerlandais. (° 19 avril 1885).
- 1977 : 
  - Cyril Porter, 87 ans, athlète de demi-fond britannique. Médaillé de bronze du 3 000m par équipes aux Jeux de Stockholm 1912. (° 12 janvier 1890).
- 1982 : 
  - Oddbjørn Hagen, 74 ans, skieur nordique et fondeur norvégien. Champion olympique du combiné nordique et médaillé d'argent du 18km et du relais 4×10km en ski de fond aux Jeux de Garmisch-Partenkirchen 1936. (° 3 février 1908).
- 1990 :
  - Giorgio Scarlatti, 68 ans, pilote de courses automobile italien. (° 2 octobre 1921).
- 1994 : 
  - Roland Gladu, 83 ans, joueur de baseball canadien. (° 10 mai 1911).

### XXIesiècle
- 2005 : 
  - Gilles Marotte, 60 ans, hockeyeur sur glace canadien. (° 7 juin 1945).
- 2007 : 
  - Claude Collard, 82 ans, judoka et dirigeant sportif français. Président de la FFJ de 1961 à 1966 et du CNOSF de 1972 à 1982. (° 20 octobre 1924).
- 2014 :
  - Frédéric Trescases, 92 ans, international français de rugby (° 20 novembre 1921).
- 2017 : 
  - Leo Kinnunen, 73 ans, pilote de courses automobile finlandais. (° 5 août 1943).